# 1163 Saga
Saga (asteróide 1163) é um asteróide da cintura principal com um diâmetro de 29,11 quilómetros, a 3,0551171 UA. Possui uma excentricidade de 0,0514671 e um período orbital de 2 111,33 dias (5,78 anos).
Saga tem uma velocidade orbital média de 16,59606096 km/s e uma inclinação de 9,01286º.
Esse asteróide foi descoberto em 20 de Janeiro de 1930 por Karl Reinmuth.